# G2 tokyo
G2 tokyoは、ニューヨークの広告代理店GREY groupの日本法人グレイ ワールドワイドの社内カンパニー。

## 略史
グレイ ワールドワイドは1963年10月12日に、米国グレイ アドバタイジング社と株式会社大広の合併会社グレイ大広として設立された。
1999年には、大広との合併を解消して米国グレイ アドバタイジング社の100％出資会社となる。2000年4月に社名がグレイ ワールドワイドに社名変更し、2005年には世界最大のコミュニケーショングループであるWPPグループの傘下となった。
2007年にグローバルブランディングを変更し、現在のGREY groupとなった。G2 tokyoは消費者の購買活動を活性化するGREY groupの社内カンパニーとして存在する。

## 主なクライアント
- キャドバリー・ジャパン
- Hills
- COTY
- NIKE・ジャパン
- BMW
- P&G
- デロンギ
- ダイソン